# Gare de Buire-sur-l’Ancre
Gare de Buire-sur-l'Ancre vasútállomás Franciaországban, Buire-sur-l'Ancre településen.

## Vasútvonalak
Az állomást az alábbi vasútvonalak érintik:
- Párizs-Lille-vasútvonal

## Kapcsolódó állomások
A vasútállomáshoz az alábbi állomások vannak a legközelebb:
- Gare de Méricourt - Ribémont
- Gare d’Albert